# لی سو ال
لی سو اِل (کره‌ای: 이서엘) بازیگر و مدل اهل کره جنوبی است. او بیشتر به خاطر ایفای نقش در روگال، تولد دوباره و یک روز خوب برای سگ بودن شناخته می‌شود.

## فیلم‌شناسی

### مجموعه تلویزیونی
| سال  | عنوان                   | نقش        | منابع |
| ---- | ----------------------- | ---------- | ----- |
| ۲۰۲۰ | روگال                   | یو جین     | [ ۳ ] |
| ۲۰۲۰ | تولد دوباره             | بک سانگ آه | [ ۴ ] |
| ۲۰۲۳ | یک روز خوب برای سگ بودن | یون چه آه  | [ ۵ ] |